# بريت ماثيوز
بريت ماثيوز (5 يوليو 1962 في جنوب أفريقيا - 31 يناير 2013) (بالإنجليزية: Brett Matthews)‏ هو لاعب كريكت جنوب أفريقي.

## وصلات خارجية
- بريت ماثيوز على موقع إي آس بي آن كريك إنفو (الإنجليزية)